# Edmond Farhat
Edmond Farhat (20 mai 1933 – 17 décembre 2016) est un prélat libanais de l'Église catholique qui a passé sa carrière dans le service diplomatique du Saint-Siège.

## Biographie
Farhat est né à Ain Kfaa, Liban, le 20 mai 1933. Le 28 mars 1959, le patriarche maronite d'Antioche Paul Pierre Méouchi l'ordonne prêtre.
Le 26 août 1989, le pape Jean-Paul II le nomma délégué apostolique en Libye, pro-nonce apostolique en Tunisie et en Algérie, et archevêque titulaire de Byblus (de). Le 20 octobre 1989, Farhat est consacré évêque par le pape Jean-Paul II. Ses co-consécrateurs sont Edward Cassidy et Francesco Colasuonno. Le 26 juillet 1995, il est nommé nonce apostolique en Slovénie et en Macédoine (en).
Il travaille comme médiateur des relations diplomatiques entre l'Ordre souverain militaire de Malte et la Macédoine, que l'Ordre reconnaît ainsi officiellement. Le 11 décembre 2001, il est nommé nonce apostolique au Turkménistan (en) et en Turquie (en). En Turquie, son plaidoyer pour l'adhésion de la Turquie à l'Union européenne entraîne des avertissements selon lesquels il ne respecte pas la loi turque qui limite le rôle de la religion dans les affaires civiles
Le 26 juillet 2005, il est nommé nonce apostolique en Autriche (en)
Le 14 janvier 2009, le pape Benoît XVI accepte la démission de Farhat en tant que nonce apostolique en Autriche. 
Le 22 décembre 2009, le pape Benoît l'a nommé membre de la Congrégation pour les causes des saints
Il décède à Rome le 17 décembre 2016.

## Distinctions
- Conventuel honoraire de l'Ordre souverain militaire de Malte
- Grand officier de l'ordre du Mérite de la République italienne‎ (2008)
- Grand-croix de la décoration d'honneur pour services rendus à la République d'Autriche (2009)[9]

## Publication
- (it) Gerusalemme nei documenti pontifici [« Jérusalem dans les documents pontificaux de 1887 à 1984 »], Rome, Librairie Éditrice Vaticane, 1987 (ISBN 88-209-1664-9).